# 不要不急線
不要不急線（ふようふきゅうせん、不要不急路線とも）とは、日中戦争から太平洋戦争に向かう最中の1941年（昭和16年）8月30日以降に、政府の命令により線路を撤去された鉄道路線のことである。その目的は勅令第970号（改正陸運統制令）による重要路線への資材転用、もしくは勅令第835号（金属類回収令）による武器生産に必要な金属供出であった。
ほとんどの路線は手続上「休止」扱いとされたが、実質的に「廃止」で、再開されなかった路線はその後正式に廃止された。民営鉄道の場合は戦後復活を果たした例がケーブルカーを除くとほとんどないが、国有鉄道の多くの路線は戦後線路を復旧し、営業を再開した。しかし復活を果たしたものでも後の「赤字83線」や「特定地方交通線」などの取組みの中で、再び廃止された路線も少なくない。

## 類型
以下の基準で不要不急線に選定された鉄道路線は、要するに軍事輸送上、重要度の低い路線である。また休止に至らなかったものの、複線のうち1線を撤去され単線化されたものも同様の趣旨である。
1. 輸送量が小さく、撤去されても軍事輸送上影響の少ない路線
2. 観光輸送などが主力の路線であり、軍事上重要度の低い路線
3. 近接して並行路線があり、代替輸送が可能な路線
4. 過剰設備となった複線の1線撤去による単線化

## 不要不急線の例

### 凡例
- ○は、戦後復活し現存する区間
- ×は、休止後復活しなかった区間
- ▲は、戦後復活したがその後休止・廃止された区間
- □は、単線化された区間
- ■は、単線化された後に休止・廃止された区間

事業者名・路線名などは休止当時のものである。

### 国有鉄道

#### 鉄道省線（内地の鉄道）
- ×有馬線 三田 - 有馬 (12.2 km) ：1943年7月1日休止（類型2・3）
- ▲牟岐線（貨物支線） 羽ノ浦 - 古庄 (1.2 km) ：1943年7月1日休止（類型1）
- ×田川線（貨物支線） 西添田 - 庄 (1.0 km) ：1943年7月1日休止（類型1）
- ▲川俣線 松川 - 岩代川俣 (12.2 km) ：1943年9月1日休止（類型1）
- ▲宮原線 恵良 - 宝泉寺 (7.3 km) ：1943年9月1日休止（類型1）
- ○信楽線 貴生川 - 信楽 (14.8 km) ：1943年10月1日休止（類型1）
- 札沼線
  - ▲石狩月形 - 新十津川 - 石狩追分 (45.8 km) ：1943年10月1日休止（類型3）
    - 新十津川 - 石狩追分間 (15.6 km) は1972年6月19日に廃止、石狩月形 - 新十津川間 (30.2 km) は2020年4月17日に列車運行終了、同年5月7日付けで廃止

  - ○▲石狩当別 - （北海道医療大学 1981年開業） - 石狩月形 (20.4 km) ：1944年7月21日休止（類型3）
    - 北海道医療大学 - 石狩月形間 (17.4 km) は2020年4月17日に列車運行終了、同年5月7日付けで廃止

  - ▲石狩追分 - 石狩沼田 (19.3 km) ：1944年7月21日休止（類型3）
    - 1972年6月19日に前記の新十津川 - 石狩追分間とともに廃止。

  - 札沼線は石狩当別 - 石狩沼田間の85.5 kmが休止されたが、このうち石狩当別 - 北海道医療大学間 3.0 kmを除く北海道医療大学 - 石狩沼田間 82.5 km が廃止されたことになる。
- ▲鍛冶屋原線 板西 - 鍛冶屋原 (6.9 km) ：1943年11月1日休止（類型1）
- ×富内線 沼ノ端 - 豊城 (24.1 km) ：1943年11月1日休止（類型3）
- □御殿場線 国府津 - 沼津 (60.2 km) ：1944年7月11日単線化（類型4）
  - 戦後も単線のまま
- □参宮線 阿漕 - 高茶屋 (4.1 km)、松阪 - 徳和 (3.0 km)、相可口 - 宮川 (11.0 km)、山田上口 - 山田 (1.8 km) ：1944年8月単線化（類型4）
  - 阿漕 - 高茶屋と松阪 - 徳和は現在は紀勢本線。すべて戦後も単線のまま
- □関西本線 奈良 - 王寺 (15.4 km) ：1944年8月単線化（類型4）
  - 1961年に再複線化
- ▲中央本線（下河原線） 国分寺 - 東京競馬場前 (5.6 km) ：1944年10月1日休止（類型2）
  - 実際には富士見仮信号場（現：北府中駅） - 東京競馬場前のみ。国分寺 - 下河原の貨物は国分寺駅構内扱い
- ×橋場線 雫石 - 橋場 (7.7 km) ：1944年10月1日休止（類型1）
  - 雫石 - 赤渕間は建前上は「新線建設」という形で戦後に実質上再開、田沢湖線の一部となっている。ただし雫石以西は新ルートで建設され、橋場駅を放棄して赤渕駅を新設した。
- ▲三国線 金津 - 三国港 (9.8 km) ：1944年10月11日休止（類型1・2・3）
  - 三国 - 三国港は休止と同時に京福電気鉄道へ貸渡したため、実際には休止されず、えちぜん鉄道として現存。所属した駅もすべてえちぜん鉄道の駅として存続。
- ×五日市線 立川 - 南拝島 - 拝島 (8.1 km)・南拝島 - 拝島多摩川（貨物支線） (3.0 km) ：1944年10月11日休止（類型3）
  - 立川方の一部は立川駅構内扱いの青梅短絡線として現存
- ▲魚沼線 来迎寺 - 西小千谷 (13.1 km) ：1944年10月16日休止（類型3）
- ▲弥彦線 東三条 - 越後長沢 (7.9 km) ：1944年10月16日休止（類型1）
- ▲興浜北線 浜頓別 - 北見枝幸 (30.4 km) ：1944年11月1日休止（類型1）
- ▲興浜南線 興部 - 雄武 (19.9 km) ：1944年11月1日休止（類型1）
- ▲妻線 妻 - 杉安 (5.8 km) ：1944年11月15日休止（類型1）
- ×白棚線 白河 - 磐城棚倉 (23.3 km) ：1944年12月11日休止（類型1）
- ○久留里線 久留里 - 上総亀山 (9.6 km) ：1944年12月16日休止（類型1）

#### 台湾総督府鉄道
- ○屏東線 林辺 - 枋寮 (11.2km) ：1943年度休止（類型1）
- ▲新北投線 北投 - 新北投 (1.2km) ：1945年度休止（類型2）
  - 戦後復活し、1988年に台北捷運淡水線・新北投支線の工事に伴い廃線となった。

#### 朝鮮の鉄道
- 朝鮮総督府鉄道
  - ×安城線 安城 - 長湖院 (41.8Km)：1944年11月1日休止（類型1）
  - ×慶北線 店村 - 安東：1944年10月1日休止（類型1）
    - 店村 - 栄州間が1966年に延長開業

  - ×光州線 光州 - 潭陽 (21.5Km)：1944年10月31日休止（類型1）
- ×金剛山電気鉄道（私鉄） 昌道 - 内金剛 (49.0Km)：1944年10月1日休止（類型2）

### 民営鉄道

#### 普通鉄道
- ×江別町営軌道 江別 - 江別橋附近 (0.1km) ：1945年3月1日廃止（類型1）
- ×定山渓鉄道線 白石 - 東札幌 (2.7km) ：1945年3月1日休止（類型3）
  - 戦後、同区間が国鉄貨物線として復活したが再び廃止。ただし、国鉄線はルートが異なるので路盤などは転用しておらず、完全な復活とは言い難い。
- ▲大沼電鉄 大沼公園 - 鹿部 (17.2km) ：1945年5月31日廃止（類型3）
  - 戦後、復活した際は新銚子口 - 鹿部 (11.3km)に短縮。
- ×善光寺白馬電鉄 南長野 - 裾花口 (7.4km) ：1944年1月11日休止（類型2）
- □東武鉄道日光線 合戦場 - 東武日光 (44.5km) ：1944年6月21日単線化（類型4）
  - 1955年に下今市 - 東武日光間を再複線化したのを皮切りに東武日光側から順次再複線化され1973年の合戦場 - 新鹿沼間を最後に全線再複線化。
- ○東武鉄道越生線 坂戸町 - 越生 (10.3km) ：1944年12月10日休止（類型1）
- ×成田鉄道軌道線 成田山門前 - 宗吾 (5.3km) 、省線駅前 - 本社前 (0.1km) ：1944年12月11日廃止（類型2）
- ×成田鉄道多古線 成田 - 八日市場 (30.2km) ：1944年1月11日休止（類型1）
- ○西武鉄道村山線 東村山 - 狭山公園 (2.8km) ：1944年5月10日休止（類型2）
- ○武蔵野鉄道山口線 西所沢 - 村山 (4.8km) ：1944年2月28日休止（類型2）
- ×東京急行電鉄御陵線 北野 - 多摩御陵前 (6.4km) ：1945年1月21日休止（類型2）
  - 戦後、北野 - 山田(3.2km)のみ京王高尾線として復活。
- □東京急行電鉄江ノ島線 藤沢 - 片瀬江ノ島 (4.5km) ：1943年11月16日単線化（類型4）
  - 1948年に藤沢 - 本鵠沼、1949年に本鵠沼 - 片瀬江ノ島を再複線化。全線再複線化。
- ×京福電気鉄道三国芦原線 電車三国 - 東尋坊口 (1.6km) ：1944年1月8日休止（類型2）
- ×静岡鉄道秋葉線 可睡口 - 可睡 (1.1km) ：1945年1月31日休止（類型2）
- ×名古屋鉄道渥美線 三河田原 - 黒川原(2.8km) ：1944年6月5日休止（類型1）
- ■名古屋鉄道小坂井支線 伊奈 - 小坂井 (1.2km) ：1944年6月単線化（類型4）
- ×▲名古屋鉄道西尾線 岡崎新 - 西尾 (12.7km) ：1943年12月16日休止（類型1）
  - 戦後、岡崎駅前 - 福岡町 (2.5km) のみ岡崎市内線（福岡線）として復活したが再び廃止。
- ×名古屋鉄道清洲線 丸ノ内 - 清洲町 (1.0km) ：1944年6月10日休止（類型1）
- ■名古屋鉄道一宮線 岩倉 - 東一宮 (7.1km) ：戦時中に単線化（類型4）
- ×名古屋鉄道尾西線 奥町 - 木曽川港 (5.3km) ：1944年3月21日休止（類型1）
  - 戦後、奥町 - 玉ノ井(1.5km)のみ復活。
- ▲名古屋鉄道鏡島線 森屋 - 鏡島 (2.4km) ：1944年12月11日休止（類型1）
- ×安濃鉄道 新町 - 椋本 (12.8km) ：1944年1月11日休止（類型1）
- ×桑名電軌 桑名駅前 - 本町 (1.0km) ：1944年1月10日休止（類型1）
- ×関西急行鉄道伊勢線 新松阪 - 大神宮前 (18.8km) ：1942年8月11日廃止（類型3）
- ×神都交通朝熊線 楠部 - 平岩 (4.3km) ：1944年1月11日休止（類型2）
- ▲近畿日本鉄道伊賀線 伊賀神戸 - 西名張 (9.7km) ：1945年6月1日休止（類型3）
- □京阪神急行電鉄石山坂本線 滋賀里 - 坂本 (3.3km) ：1945年3月31日単線化（類型4）
  - 1947年に滋賀里 - 穴太、1997年に穴太 - 坂本が再複線化され、完全再複線化。
- □京福電気鉄道叡山本線 山端（現・宝ケ池） - 八瀬（現・八瀬比叡山口） (1.8km) ：1944年5月1日単線化（類型4）
  - 1951年再複線化。
- □京福電気鉄道鞍馬線 山端（現・宝ケ池） - 二軒茶屋 (4.1km) ：1944年11月10日単線化（類型4）
  - 1958年に宝ケ池（改称後） - 岩倉、1990年に岩倉 - 二軒茶屋を再複線化。
  - 二軒茶屋 - 市原 (1.2km)は金属類回収令によらない撤去。この区間は現在も単線のまま。
- ×愛宕山鉄道 嵐山 - 清滝 (3.3km) ：1944年2月11日廃止（類型2）
- □京阪神急行電鉄嵐山線 桂 - 嵐山 (4.1km) ：1944年1月9日単線化（類型4）
  - 現在も単線のまま。
- ×大和鉄道 田原本 - 桜井 (7.5km) ：1944年1月11日休止（類型3）
- ×信貴山急行電鉄山上線 高安山 - 信貴山門 (2.1km) ：1944年2月11日休止（類型2）
- ×阪神電気鉄道甲子園線 浜甲子園 - 中津浜 (0.8km) ：1945年1月6日休止
- ▲別府軽便鉄道野口線 野口 - 別府港 (3.7km) ：1945年1月11日休止
- ×出石鉄道 円山川 - 出石 (10.3km) ：1944年5月1日休止（類型1）
- ×有田鉄道 海岸 - 藤並 (3.3km) ：1944年度休止（類型3）
- ×伯陽電鉄 阿賀 - 母里 (5.3km) ：1944年度休止（類型1）
- ×岩井町営軌道 岩美 - 岩井温泉 (3.4km) ：1944年1月11日休止
- ×一畑電気鉄道北松江線 小境灘 - 一畑薬師 (3.3km) ：1944年12月10日休止（類型2）
- ×船木鉄道 万倉 - 吉部 (8.0km) ：1944年3月1日休止（類型1）
- ×琴平急行電鉄 坂出 - 琴急琴平 (15.7km) ：1944年1月休止（類型3）
- ×琴平電鉄塩江線 仏生山 - 塩江 (16.1km) ：1941年5月10日廃止（類型2）
- ○高松琴平電気鉄道志度線 八栗 - 琴電志度 (3.2km) ：1945年1月26日休止（類型3）
- □伊予鉄道高浜線 松山市 - 高浜 (9.4km) ：1945年2月21日単線化（類型4）
  - 1952年 - 1964年にかけて、梅津寺 - 高浜間1.2kmを除く全区間を再複線化。

#### 鋼索鉄道
- ○筑波山鋼索鉄道 宮脇 - 筑波山頂 (1.6km) ：1944年1月12日廃止（類型2）
- ▲伊香保ケーブル鉄道 新伊香保 - 榛名山 (2.1km) ：1943年度休止（類型2）
  - 1966年7月10日休止、1966年12月19日廃止。
- ○八栗登山鉄道 八栗登山口 - 八栗山上 (0.7km) ：1944年2月11日休止（類型2）
- ○御岳登山鉄道 滝本 - 御岳山 (1.0km) ：1943年度休止（類型2）
- ○高尾登山鉄道 清滝 - 高尾山 (1.0km) ：1944年2月11日休止（類型2）
- ○大山鋼索鉄道 追分 - 下社 (0.7km) ：1944年2月5日廃止（類型2）
- ×神都交通鋼索線 平岩 - 朝熊岳 (1.1km) ：1944年1月11日休止（類型2）
- ○比叡山鉄道線 坂本 - 叡山中堂 (2.0km) ：1945年5月休止（類型2）
  - 休止中は海軍が接収、比叡山山頂の桜花用カタパルト建設に使用された。
- ×愛宕山鉄道 清滝川 - 愛宕 (2.1km) ：1944年2月11日廃止（類型2）
- ○男山鉄道 八幡口 - 男山 (0.4km) ：1944年2月11日廃止（類型2）
- ○丹後海陸交通天橋立鋼索鉄道 府中 - 傘松 (0.4km) ：1944年2月11日廃止（類型2）
- ○信貴山急行電鉄鋼索線 信貴山口 - 高安山 (1.3km) ：1944年2月11日休止（類型2）
- ○関西急行鉄道生駒鋼索線 鳥居前 - 宝山寺 (0.9km) 、宝山寺 - 生駒山上 (1.1km) ：1944年2月11日休止（類型2）
- ○摩耶鋼索鉄道 高尾 - 摩耶 (0.9km) ：1943年度休止（類型2）
- ▲×妙見鋼索鉄道 滝谷 - 妙見山 (1.4km) ：1943年度廃止（類型2）
  - 戦後復活したのは下部線のみで、上部線はリフトとなりケーブルカーとしては廃線となった。下部線も2023年12月に再度廃止された。
- ×中国稲荷山鋼索鉄道 奥ノ院 - 山下 (0.4km) ：1944年度廃止（類型2）
- ▲屋島登山鉄道 屋島神社前 - 屋島南嶺 (0.8km) ：1943年度休止（類型2）
  - 2004年10月16日から休止、2005年8月31日廃止。
- ×箸蔵登山鉄道 赤鳥居 - 仁王門 (0.4km) ：1944年2月11日廃止（類型2）
- ○別府遊園鋼索鉄道 雲泉寺 - 乙原 (0.3km) ：1943年度休止（類型2）

### 東京都電車
下記9線区とも1944年（昭和19年）5月4日廃止。 
- ×天現寺橋 - 恵比寿長者丸間
- ×矢来下 - 江戸川橋間
- ×汐留 - 三原橋間
- ×東京駅（丸ノ内口）南口 - （丸の内パークビルディング向かい） - 都庁前（現・三菱UFJ銀行本店前）ループ区間
- ×人形町 - 両国（日本橋両国）間
- ×東京港口 - 芝浦二丁目（船路橋前）間（撤去せず、1969年の第四次都電撤去時まで車両工場引込線として存続）
- ×数寄屋橋 - 土橋間
- ×御茶の水 - 錦町河岸間[2]
- ×水天宮前 - 土洲橋（現・東京シティエアターミナル前）間

### 索道
- ○日光登山鉄道明智平 - 展望台 (0.3km) ：1943年廃止 (類型2)
  - 1950年、東武鉄道によって復活。
- ×二見浦旅客索道 二見浦 - 音無山 (0.3km) ：1942年廃止（類型2）
- ×京都電燈比叡山空中ケーブル 高祖谷 - 延暦寺 (0.6km) ：1943年廃止 (類型2)
  - 1956年、京福電気鉄道によって復活しているが、当時とは別ルート。
- ×六甲登山架空索道 六甲山登り口 - 六甲山上 (1.5km) ：1944年1月11日廃止（類型3）
- ×愛宕索道 (0.1km) ：1943年廃止（類型2）

## 金属類回収令によらない撤去
金属類回収令が公布される以前から、政府は任意での鉄材供出を求めていた。これに応える形で公布以前に撤去を行ったケースも存在する。一例としては、1939年（昭和14年）9月に単線化された鞍馬電気鉄道の二軒茶屋 - 市原間がある。

## 休止が取り消された路線
一時は不要不急線に指定されながら、以下の区間は松代大本営地下壕建設のため廃止を免れた。
- 長野電鉄河東線 屋代 - 須坂(24.4km)
  - 2012年（平成24年）4月1日廃止